# MDL Molfile
MDL Molfile è un formato di file creato dalla MDL Information Systems e adesso di proprietà della Symyx Technologies, per la gestione dell'informazione riguardante gli atomi, legami, connettività e coordinate di una molecola. Molfile è costituito da una intestazione, una tabella di connessione (Ctab, Connection Table) contenente informazioni sugli atomi, quindi sui legami e sulla tipologia di legame, seguita da sezioni che forniscono una informazione più completa.
Molfile è abbastanza comune per la maggior parte, se non tutte, le applicazioni software di chemioinformatica in grado di leggerne il formato, sebbene non nella stessa misura. È supportato anche da alcuni software computazionali come Mathematica.
Esistono differenti versioni, l'attuale versione standard è molfile V2000, anche se più recentemente è in circolazione il formato V3000 che si sta espandendo massicciamente rappresentando un problema per coloro che non sono in grado di leggere il formato di file V3000.
La MDL pubblica una specifica dei formati della tavola di connessione, che include i formati Molfile e SD.